# Mezquita Mouassine
La Mezquita Mouassine o Mezquita al-Muwassin   (en árabe: جامع المواسين‎, romanizado: jama' al-muwāssīn) es una importante mezquita del viernes (una mezquita aljama) de Marrakech, Marruecos, que data del siglo XVI, durante la dinastía saadí. Comparte su nombre con el barrio de Mouassine.

## Nombre
La etimología del nombre "Mouassine" (o muwāssīn) es incierta. El historiador Gaston Deverdun señaló que el nombre se atribuía popularmente a una familia jerife que supuestamente vivía en el distrito, lo que también explicaba por qué la mezquita también se conoce con el nombre de Jami' al-Ashraf ("Mezquita de los jerife). Sin embargo, los historiadores no han podido establecer un registro de tal familia en la zona.: 34  Deverdun señala que otra posibilidad es que el nombre derive de una palabra árabe que significa "cuchilleros" o "cuberteros", denotando la antigua presencia de artesanos a lo largo de la calle principal de la zona cuando la comunidad judía se estableció allí. Iñigo Almela cita igualmente esta como la etimología más plausible, pero señala que aún es discutible.

## Antecedentes históricos
La mezquita fue encargada por el sultán saadí Abdallah al-Ghalib.La construcción tuvo lugar entre 1562-1563 y 1572-1573. En 1557-1558, el sultán ordenó que la población judía de la ciudad se trasladara a una zona más cercana a la Qasba (ciudadela real), lo que dio lugar a la creación de una nueva mellah judía que siguió existiendo en la época moderna. La construcción de la mellah finalizó probablemente hacia 1562-1563. Mientras tanto, el desalojo de los antiguos barrios judíos había liberado una gran cantidad de espacio dentro de la ciudad que estaba abierto a la reurbanización. La mezquita Mouassine, junto con la Mezquita Bab Doukkala, cuya construcción se inició un poco antes, parece haber formado parte de un plan más amplio para construir nuevos barrios "modelo" en esta zona e impulsar la renovación urbana de Marrakech. Al igual que la mezquita Bab Doukkala, fue concebida como parte de un complejo religioso y cívico coherente que incluía, además de la mezquita propiamente dicha, una madrasa, una biblioteca, una escuela primaria, un hammam (baños públicos), una casa de abluciones (mida'a) con letrinas, un abrevadero para animales y una fuente pública para distribuir agua a los lugareños.
Aunque muchas mezquitas de la época del sultanato benimerín también se construyeron con instalaciones anexas, este tipo de gran complejo arquitectónico no tenía precedentes en Marruecos y es posible que estuviera influido por la tradición de construir complejos de este tipo en el Egipto mameluco y en el Imperio otomano.  El historiador Gaston Deverdun sugirió que la influencia mameluca podría haberse transmitido gracias a los peregrinos que regresaban del hach a La Meca a través del El Cairo mameluco.  Un estudio más reciente de Iñigo Almela argumenta en contra de la influencia otomana directa y a favor de influencias más locales de complejos religiosos más antiguos de Fez y Tremecén.: 301 
La mezquita se construyó sobre un antiguo cementerio judío, lo que provocó que algunos habitantes judíos de la ciudad evitaran acercarse a la mezquita por miedo a pasar por encima de un espacio impuro donde se enterraban cadáveres. Según una fuente histórica, esto también desanimó a algunos fieles musulmanes, que evitaron asistir a las oraciones de la mezquita. Esta última afirmación no está respaldada por otras crónicas históricas, pero puede explicar por qué la mezquita no adquirió mayor importancia como mezquita principal de la ciudad.

## Arquitectura y diseño

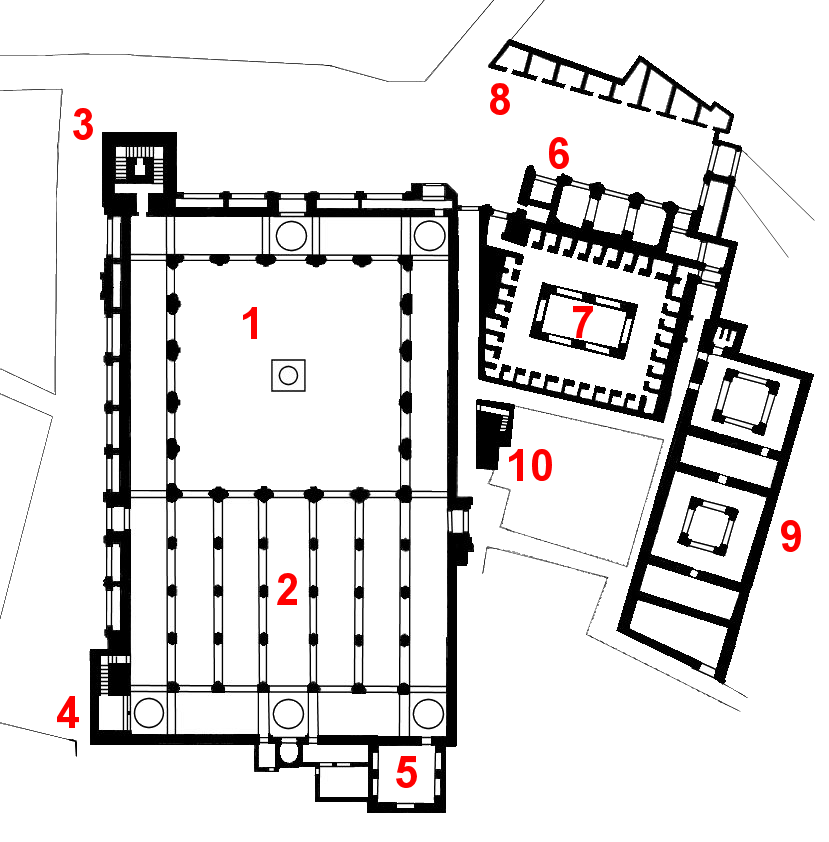
La planta (parcialmente reconstruida)  de la mezquita y sus anexos. Los diferentes elementos incluyen: 1) el sahn de la mezquita, 2) la sala de oración, 3) el alminar, 4) el bayt al-'itikaf, 5) la biblioteca, 6) la fuente Mouassine, 7) la mida'a (casa de abluciones), 8) las tiendas alrededor de la plaza Mouassine, 9) el hamán, y 10) la escuela coránica.

La mezquita es el mayor componente de un complejo de estructuras adyacentes que también incluyen una mida'a (abluciones), un hamán (baños públicos), una biblioteca, una escuela de lectura quránica para niños, una madrasa (que ya no existe) y, lo que es más famoso, una fuente pública junto a un abrevadero para animales.

### Evolución de la arquitectura de las mezquitas en época saadí
Al igual que la mezquita de Bab Doukkala, casi contemporánea, la mezquita Mouassine sigue, en general, el esquema y la forma de la mezquita Kutubía del siglo XII que, junto con otras mezquitas del almohades de la época, marcó más o menos el estilo de las mezquitas marroquíes. Esta disposición se conoce a menudo como el modelo de "planta en T", según el cual el pasillo o nave que conduce hacia el mihrab y el pasillo transversal que corre a lo largo del muro del mihrab o de la alquibla de la mezquita son más grandes o anchos que los demás pasillos de la sala de oración hipóstila. Al igual que en las mezquitas almohades, la decoración principal se concentraba en la zona del mihrab y a lo largo de estas naves acentuadas.
Sin embargo, el patio (sahn) de la mezquita saadí era más grande que en las mezquitas almohades anteriores, siendo casi igual o incluso ligeramente más grande que la sala de oración interior (a diferencia de las mezquitas almohades, donde los patios eran proporcionalmente mucho más pequeños).  Además, la orientación de la alquibla de la mezquita (que debía estar alineada con la dirección de la oración) se desplazó más hacia el Este que antes, más cerca de la alquibla "verdadera" (la dirección de La Meca) y lejos de la alineación predominante hacia el sur de las mezquitas almohades. Ambos cambios habían comenzado durante el sultanato benimerín anterior, pero los saadíes los llevaron más lejos y, en el proceso, consolidaron la forma de las mezquitas marroquíes a partir de entonces.

### La mezquita

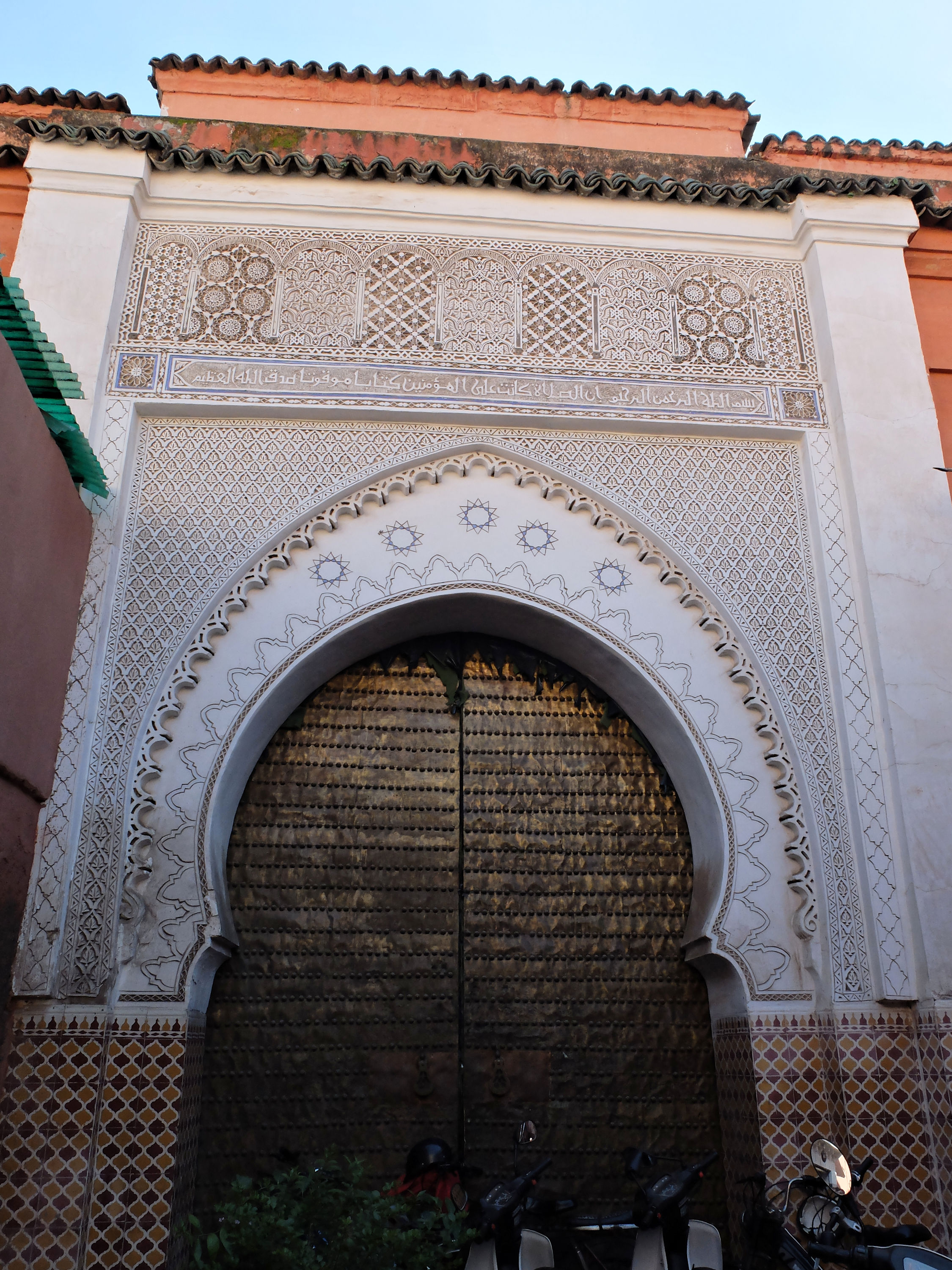
Entrada norte de la mezquita.

La mezquita tiene un gran patio casi cuadrado (sahn) que ocupa aproximadamente la mitad norte del edificio, mientras que la sección sur está ocupada por la sala de oración interior. El patio gira en torno a una fuente y está rodeado en tres de sus lados por una galería de arcos, mientras que la sala de oración, en su lado sur, está dividida en siete naves por hileras de arcos. Los arcos son casi todos de forma morisca o de herradura, mientras que alrededor de ellos o en las superficies de las paredes entre ellos hay talladas bandas o contornos de decoración de estuco.

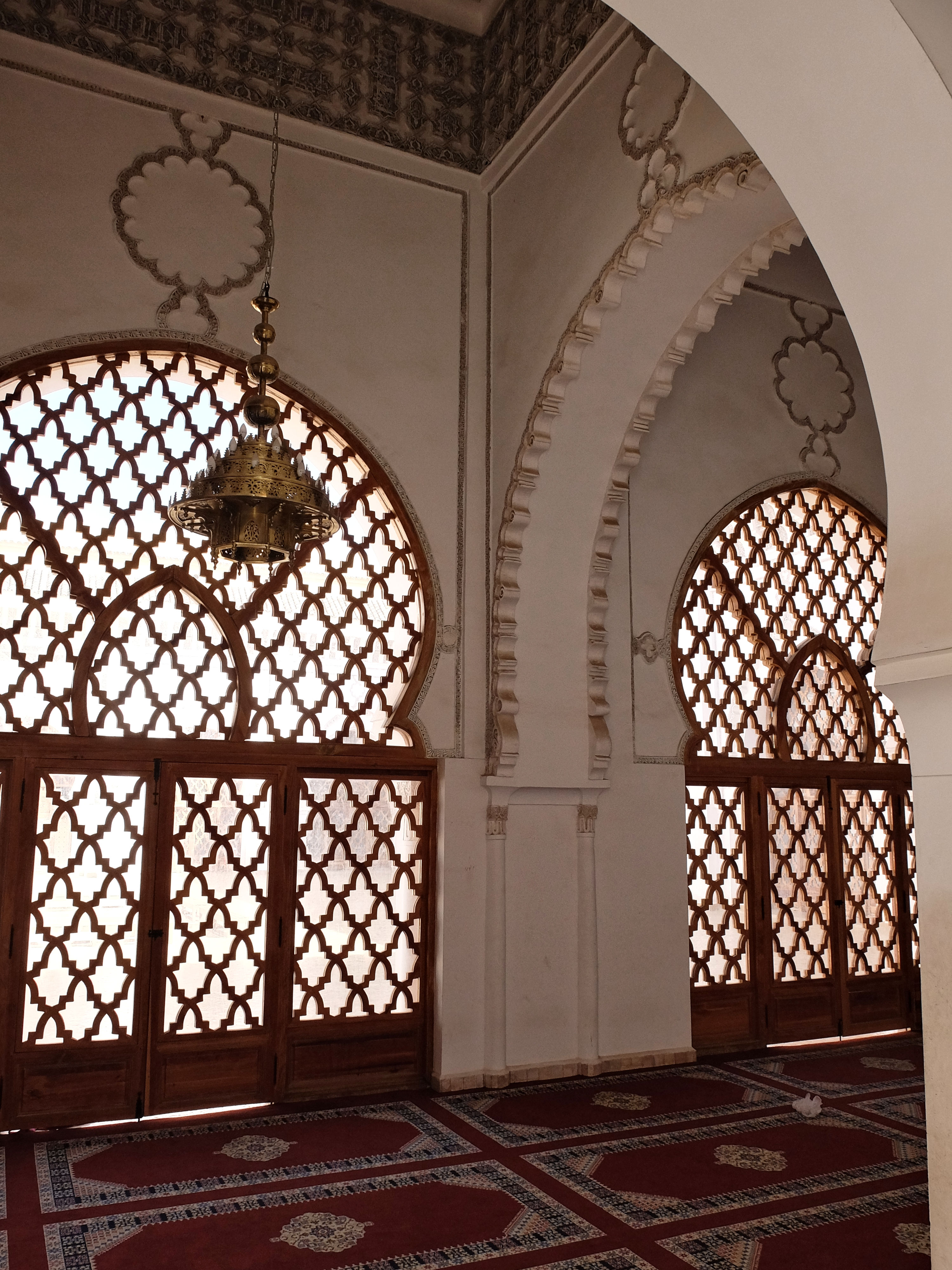
Interior de la mezquita (dentro de la galería del lado norte del patio).

La mezquita tiene tres entradas principales: una al norte, alineada con el eje central principal del edificio, que da al patio, y dos entradas laterales simétricas al oeste y al este que dan al borde norte de la sala de oración. El portal exterior de las entradas suele estar resaltado con más decoración de estuco, mientras que el espacio justo dentro de cada entrada está cubierto por una cúpula de mocárabes (escultura parecida a la estalactita). El arco central del lado sur del patio está cubierto en parte por una pantalla de madera llamada anaza' que cubre la entrada al pasillo que conduce al mihrab central (hornacina que simboliza la dirección de la oración) y también actúa como "mihrab auxiliar" para quienes realizan sus oraciones en el patio.
La nave transversal que corre a lo largo del muro de la alquibla (sureste) está delimitada del resto de la sala de oración por otra hilera de arcos perpendiculares a los demás, mientras que los arcos situados junto al mihrab presentan un perfil "lambrequín" (contorno con puntas y lobulado común en la marroquí y arquitectura morisca) con [[intradós] tallados en mocárabes.]  El mihrab propiamente dicho es una alcoba arqueada con una pequeña cúpula de mocárabes. La pared que lo rodea está cubierta de decoración tallada en estuco con arabescos, patrones geométricos islámicos y caligrafía árabe. El espacio entre los arcos delante del mihrab también está cubierto por encima por una gran cúpula cuadrada de finos mocárabes. La parte inferior del mihrab también está decorada con ocho columnas embutidas en una disposición simétrica alrededor de la abertura del mihrab. A diferencia de la mayoría de los ejemplos anteriores, que solían estar tallados en estuco o yeso, las columnas y sus capiteles son de mármol. Las superficies de las columnas están talladas con arabescos e inscripciones árabes, mientras que los capiteles presentan arabescos ornamentados y formas de mocárabes que recuerdan a los capiteles decorativos otomanos de la época.

#### Elminbar
El minbar (púlpito) de la mezquita, que se conserva junto al mihrab, sigue el estilo artístico y la tradición de los minbares almohades anteriores y del minbar de la Mezquita Kutubía de la época de la almorávides. Su forma parece inspirarse especialmente en el minbar de la Mezquita de la Qasba de Marrakech (mezquita que también fue reparada y restaurada por el sultán Abdallah al-Ghalib). Está fabricado con una combinación de maderas de distintos colores, como cedro y ébano, y su decoración mezcla marquetería, marfil o incrustación de hueso, y paneles con relieves esculpidos para formar motivos geométricos y vegetales.  Los estudiosos han argumentado que, si bien la calidad de su artesanía no está a la altura de sus predecesoras, sí muestra originalidad y un esfuerzo continuado por adoptar nuevas formas en el esquema decorativo.

#### El alminar

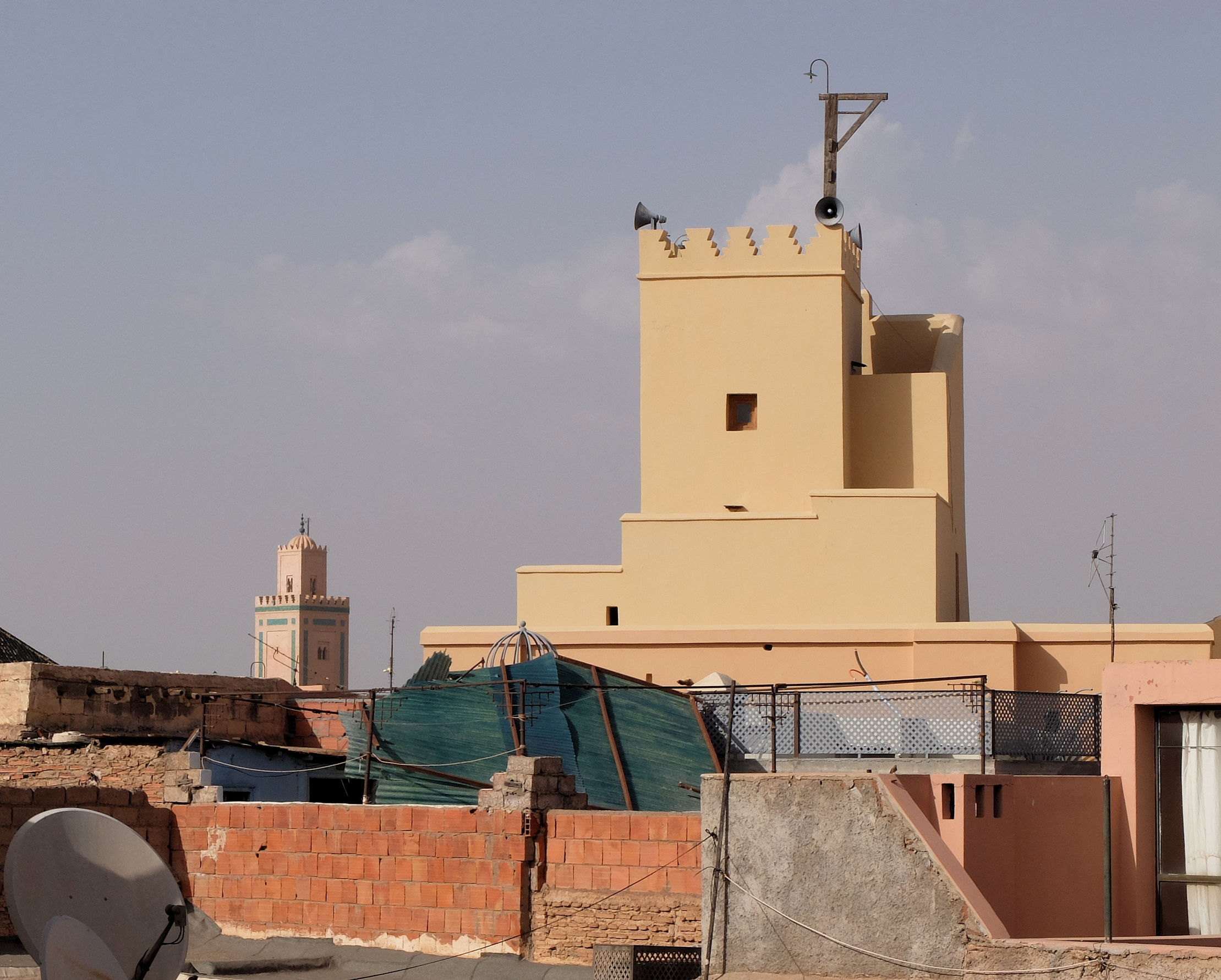
Vista de la parte superior del alminar desde un tejado cercano.

El alminar de la mezquita, situado en su esquina noroeste, es inusual por su corta altura (19,2 metros) y su forma muy simple, en contraste con los ornamentados alminares de la mayoría de las mezquitas patrocinadas por la realeza en Marruecos.: 38  Esta forma corta y rudimentaria se debe a su construcción inacabada. Si se hubiera completado su construcción, habría sido uno de los alminares más altos de la ciudad.: 287  Una explicación popular recogida en la tradición afirma que el alminar se dejó así debido a las exigencias de un visir que vivía cerca de la mezquita en el momento de su construcción y que se oponía a una torre desde la que alguien podría haber visto potencialmente el interior de los patios y habitaciones de su residencia privada y harén.: 371 

#### La biblioteca y elbayt al-'itikaf
La biblioteca está adosada al ángulo sureste de la mezquita y se accede a ella desde una puerta situada en esa parte de la mezquita. La biblioteca, cuya decoración data de una reforma del siglo XIX, consta de una gran sala cuadrada de 7,65 metros de lado. La sala tiene cinco grandes nichos con estanterías rodeadas por una banda de decoración epigráfica de estuco. A mediados del siglo XX, la biblioteca estaba abandonada y ya no albergaba ninguna colección.
En la esquina suroeste de la mezquita, que se extiende desde el pasillo transversal sur de la sala de oración, hay una sala llamada bayt al-'itikaf (en árabe: بيت الاعتكف‎) que servía como espacio de retiro espiritual. Se trata de una cámara ricamente decorada a la que se accede desde una escalera, con un techo de madera ricamente pintado y una ventana de doble arco, decorada con estuco tallado, que da a la mezquita.

### Escuela coránica y madrasa
El complejo de la mezquita incluía originalmente una madrasa independiente pero cercana, que contaba con 28 habitaciones para alojar a los estudiantes. Estaba dispuesta alrededor de un pequeño patio y su arquitectura era aparentemente más modesta que la de la famosa Madrasa de Ben Youssef de la época saadí. Fue sustituida posteriormente por una residencia para mujeres de la aristocracia saadí.
Otra escuela, dedicada más estrictamente al aprendizaje del Corán y más parecida a una escuela primaria, estaba situada al lado de la calle, justo al lado de la entrada oriental de la mezquita. Se la denominaba msid y, al parecer, también servía para copiar manuscritos. Todavía conservada, se encuentra en un piso superior al que se accede por una escalera y consiste en una sencilla sala que conserva una fina decoración de estuco de la época saadí. La sala está dividida en parte por dos columnas de mármol oscuro con capiteles saadíes tallados con piñas y palmetas. Estos, a su vez, sostienen ménsulas con decoración arabesca y caligráfica tallada en estuco que sostiene el techo. Un friso de decoración geométrica y epigráfica más típica recorre la parte superior de las paredes de la sala.

### Hamán y casa de abluciones

La fuente pública (último arco de la derecha) y el abrevadero (tres arcos centrales) adosados a la casa de abluciones (mida'a) de la mezquita. También se accede al hamán (casa de baños) por el arco del extremo izquierdo.

Al noroeste de la mezquita se encuentra la mida'a (en árabe: ميضأة‎) o casa de abluciones, que permitía a los visitantes de la mezquita lavarse las extremidades y la cara en la realización de las abluciones rituales (wudu) antes de las oraciones. Consistía en un patio con un pabellón abovedado sobre una pila de agua en el centro. Esta disposición es similar a la de la Qubba Almorávide, mucho más antigua, que a su vez era un pabellón de abluciones.
Al este de esta estructura se encuentra el hamán o casa de baños, que permitía a los miembros del público lavarse completamente (acto conocido como gusl). Incluía un vestuario y luego una sucesión de salas de vapor frío, templado y caliente, la mayoría abovedadas de ladrillo. Gran parte del edificio ha sido restaurado o reformado con el paso de los años, de modo que no se conservan muchos de los materiales saadíes originales.

### Fuente Mouassine

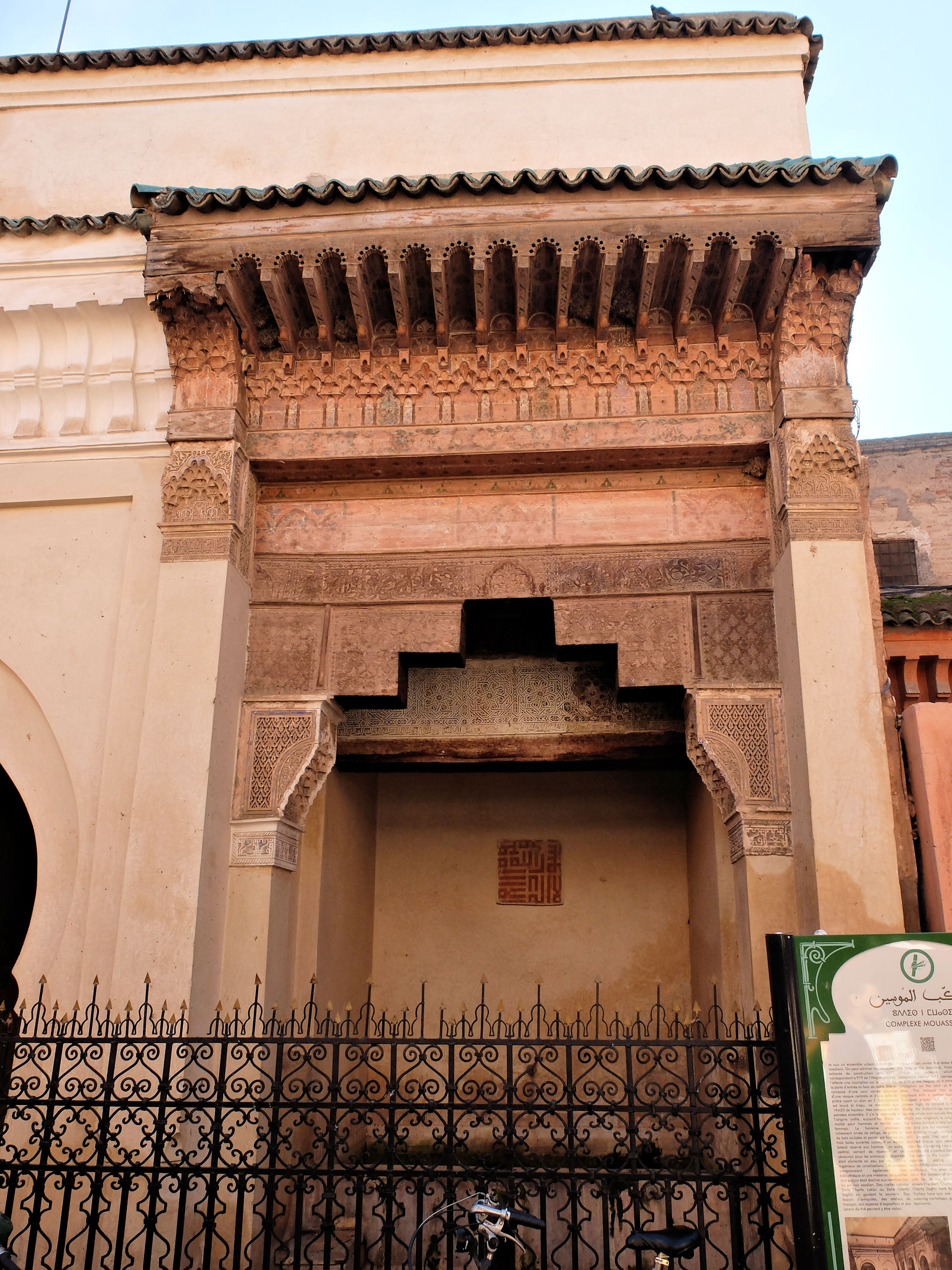
Fuente Mouassine, con elementos originales de madera de cedro tallada de la época saadí y decoración posterior añadida o rehecha en el.

En el lado norte de la casa de abluciones y el hamán, frente a la calle, hay una estructura arqueada que alberga una fuente y un abrevadero. Estaba adosada a la casa de abluciones para aprovechar el mismo sistema de agua. La estructura ocupa un espacio rectangular de unos 18,1 por 4,7 metros y está dividida por arcos en cuatro tramos.: 70  Las tres primeras bóvedas de la izquierda (al este) están ocupadas por lo que era un abrevadero para animales, mientras que el tramo de la derecha albergaba una fuente pública para humanos; una barra de madera que cruzaba su abertura impedía que los animales de carga llegaran hasta ella. Más a la izquierda y al este de toda esta estructura se alza otro arco que sirve para acceder al hamán, mientras que otros dos arcos, perpendiculares a los demás, cierran el lado este de la pequeña plaza pública situada frente a la fuente, y uno de ellos da acceso a la calle del mercado que hay más allá.

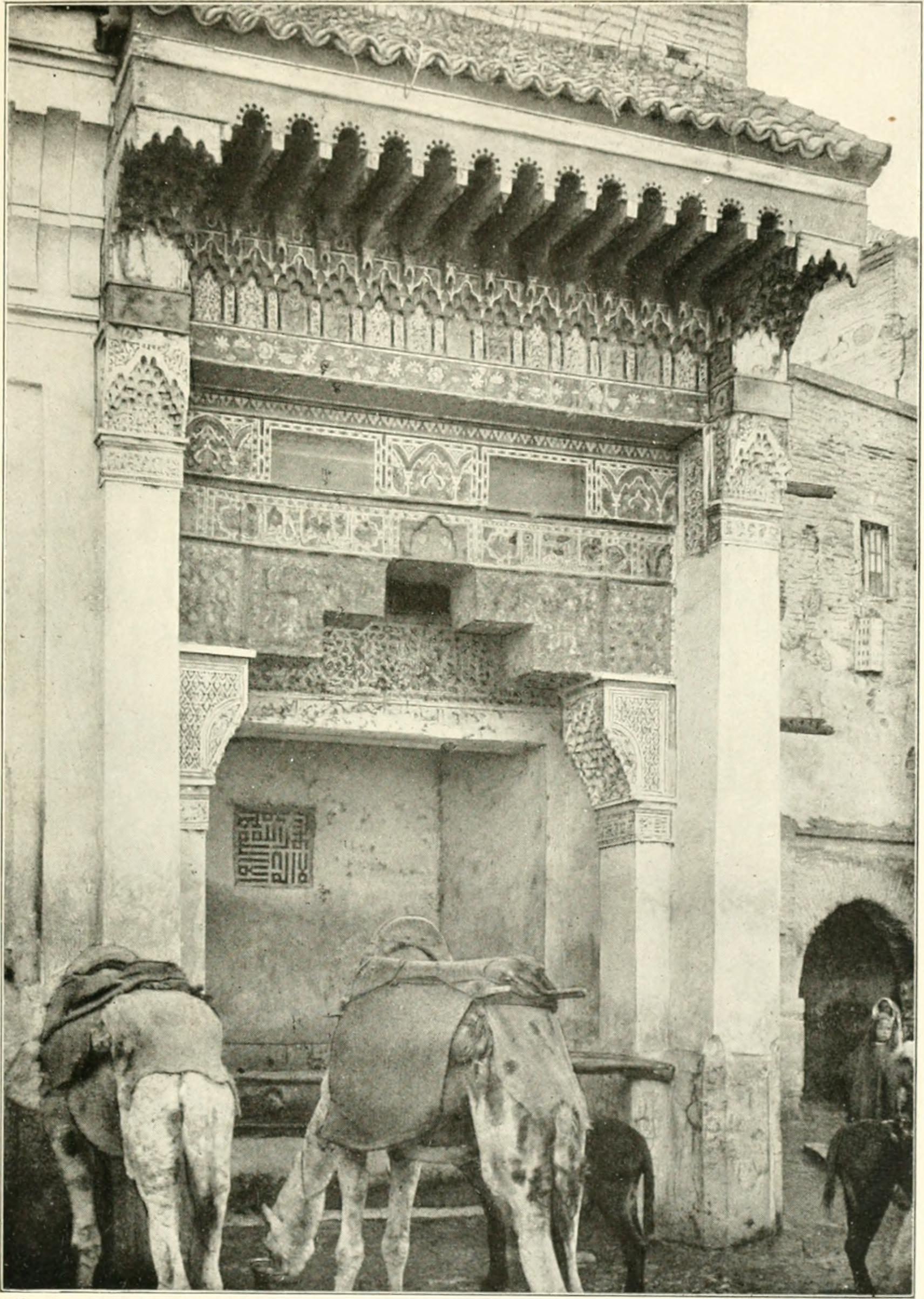
Fuente Mouassine en 1920.

Mientras que los arcos del abrevadero son lisos, el arco y la fachada de la fuente están ricamente decorados y se asemejan tanto a la fuente de la mezquita Bab Doukkala como a la Fuente Chrob ou Chouf de la época saadí. La tradición de las fuentes públicas era ya antigua en Marruecos, así como en el resto del mundo musulmán, donde las fuentes, los baños y los sabiles, eran servicios públicos urbanos comunes, en gran parte debido a que la tradición islámica hacía hincapié en la disponibilidad de agua como acto esencial de caridad pública. La fuente Mouassine es uno de los ejemplos más destacados de Marrakech. Fue muy renovada hacia 1867, bajo el reinado de Mohammed IV, cuando se rehizo o añadió gran parte de su decoración, pero muchos de sus elementos tallados en madera de cedro se conservan de la construcción original del siglo XVI.
El arco principal de la fuente consta de dos ménsulas inferiores esculpidas en yeso o estuco con mocárabes y otros motivos, que a su vez sostienen ménsulas escalonadas de madera de cedro. Sobre estas ménsulas hay un dintel de madera de cedro y, a continuación, varias bandas horizontales más con decoración pintada (hoy parcialmente desvaída), que culminan en un tejadillo de madera con mocárabes y otros elementos tallados típicos de la arquitectura marroquí. Las ménsulas de madera de cedro y el dintel inferior de madera, todos ellos ricamente tallados, son elementos originales de la época saadí (siglo XVI), mientras que los elementos de yeso y la decoración pintada datan del siglo XIX.
Las ménsulas de madera están cubiertas con motivos esculpidos de palmetas, piñas y hojas, mientras que el dintel inferior lleva una inscripción en escritura zuluz, entrelazada con imágenes de hojas y motivos vegetales, que reza (traducción aproximada): «Las palabras más bellas que se han dicho son: ¡alabado sea Alá en toda circunstancia»!": 72  Este verso se encuentra de forma similar en los dinteles de la fuente de la mezquita Bab Doukkala y la fuente de Shrob ou Shouf. En el interior de la fuente, detrás del arco, hay otro dintel inferior con decoración. Su borde inferior solía estar pintado con una inscripción en letras negras sobre fondo claro, pero se ha desvanecido. Encima de él, y extendiéndose también por las paredes laterales, hay un friso de estuco tallado con motivos geométricos de estrellas. En la pared trasera de la fuente se añadió, en algún momento después de 1905, una placa o azulejo cuadrado que muestra la shahada en caligrafía cúfica.